# Campylaimus gerlachi
Campylaimus gerlachi är en rundmaskart som beskrevs av Timm 1961. Campylaimus gerlachi ingår i släktet Campylaimus och familjen Axonolaimidae. Arten är reproducerande i Sverige. Inga underarter finns listade i Catalogue of Life.